# Земля до начала времён 14: Путешествие Храброго
«Земля до начала времён: Путешествие храбреца» (англ. The Land Before Time XIV: Journey of the Brave) — полнометражный анимационный фильм для детей, премьера состоялась в начале февраля ( 2 февраля ) в 2016 году.

## Сюжет
У главного героя Литтлфута особенный день: из важного странствия возвращается его отец! Однако ожидание оказывается напрасным, и Литтлфут подозревает, что с папой приключилась беда. Вместе со своими верными друзьями он отправляется в путешествие, полное опасностей и веселья, приятных знакомств и захватывающих впечатлений .

## Роли озвучивали
- Дэймон Уайанс мл., Бэрри Боствик, Риба МакИнтайр, Джефф Беннетт, Роб Полсен